# André-Henri Dargelas
André Henri Dargelas, né à Bordeaux le 11 octobre 1828 et mort à Écouen en juin 1906, est un peintre et dessinateur français du mouvement réaliste.

## Biographie
À partir de 1850, ses œuvres connaissent un succès particulier en Grande-Bretagne après une critique enthousiaste du critique d'art anglais John Ruskin qui apprécie la vision sentimentale de l'enfance typique de Dargelas. 
À partir de 1857, il commence à exposer ses œuvres au Salon de Paris . 
Le style pictural et les thèmes sont influencés par la leçon de Chardin, à l'époque très populaire en France. 
Dans la dernière partie de sa vie, il a déménagé de Paris à Écouen, où il a créé l'École Écouen, à laquelle divers artistes se sont joints 
Le peintre réaliste français Théophile Emmanuel Duverger était son beau-père. 

## Poétique
Dargelas et ses élèves se sont consacrés à une représentation des classes sociales. Les thèmes principaux sont les scènes de la vie quotidienne, avec une préférence pour la représentation des enfants. En particulier, le thème récurrent de l'école indique l'importance que l'artiste attache à l'éducation de masse. 

## Quelques œuvres

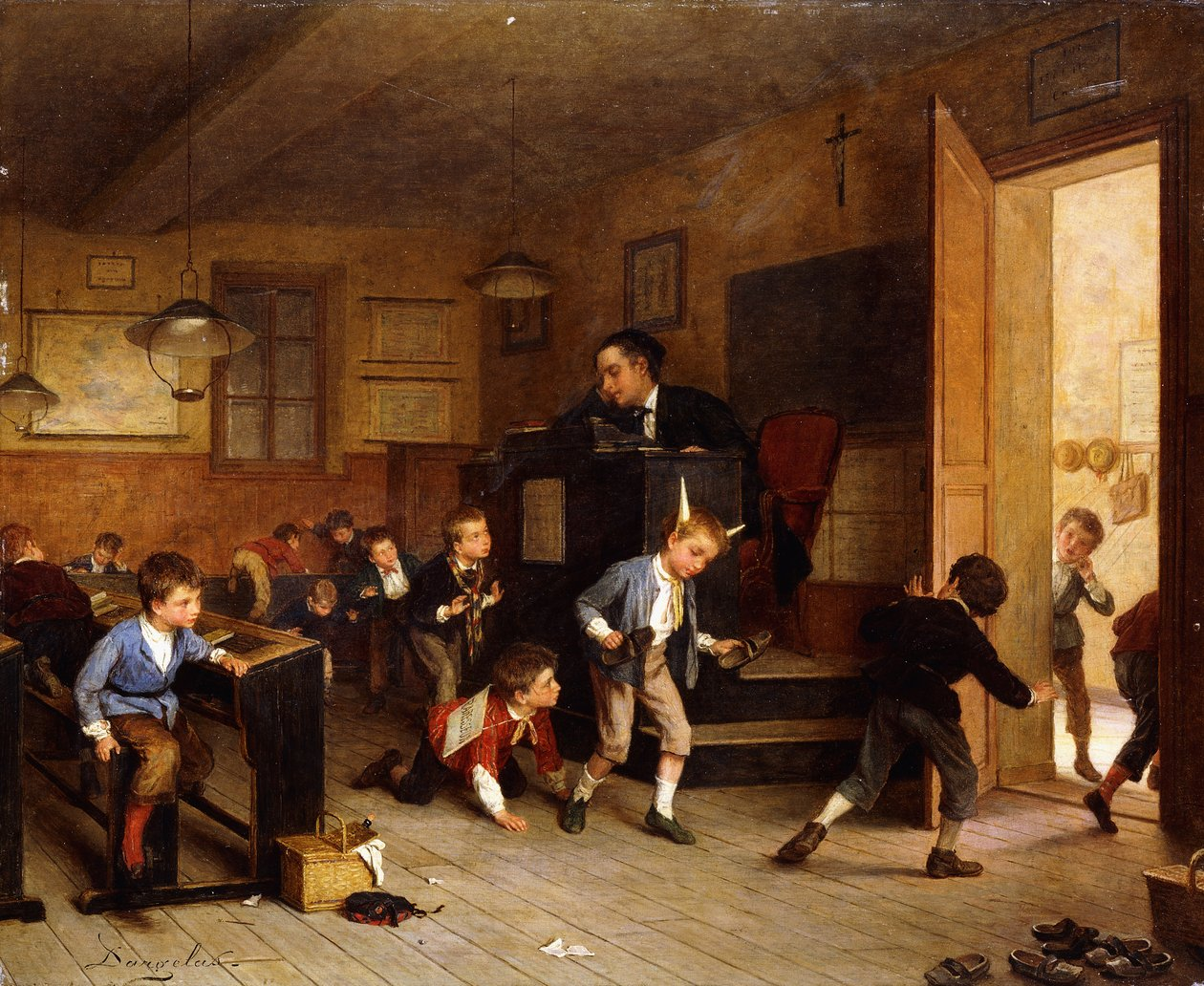
Pendant que le maître dort.
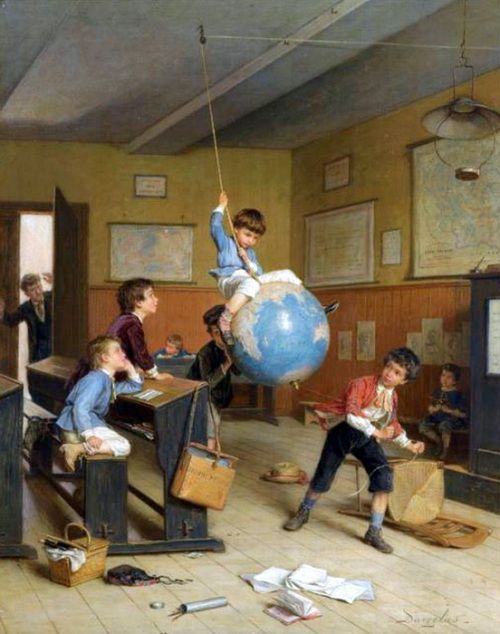
Dans le monde.
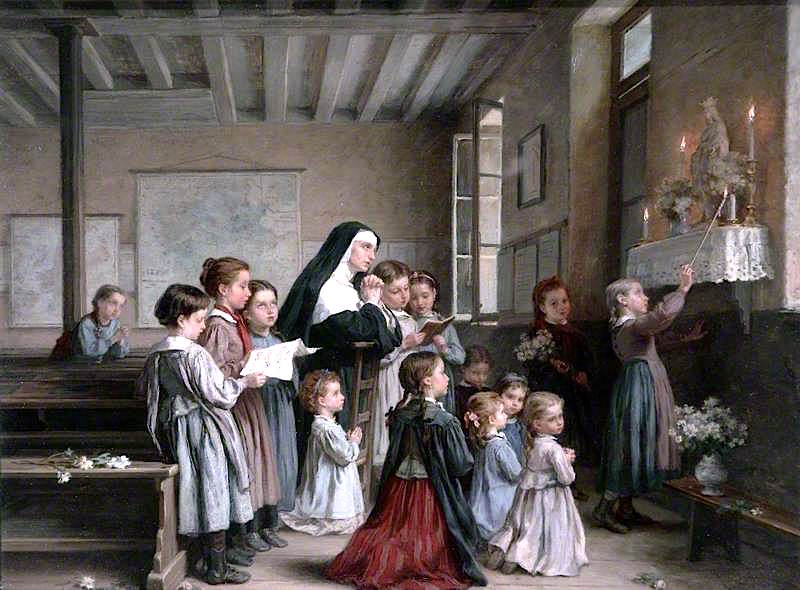
Prière du matin.
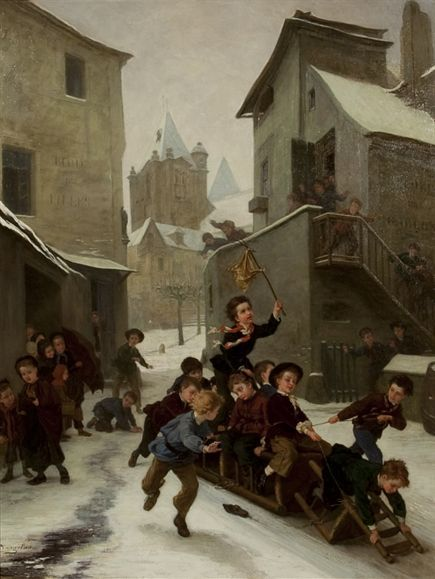
Le traîneau.
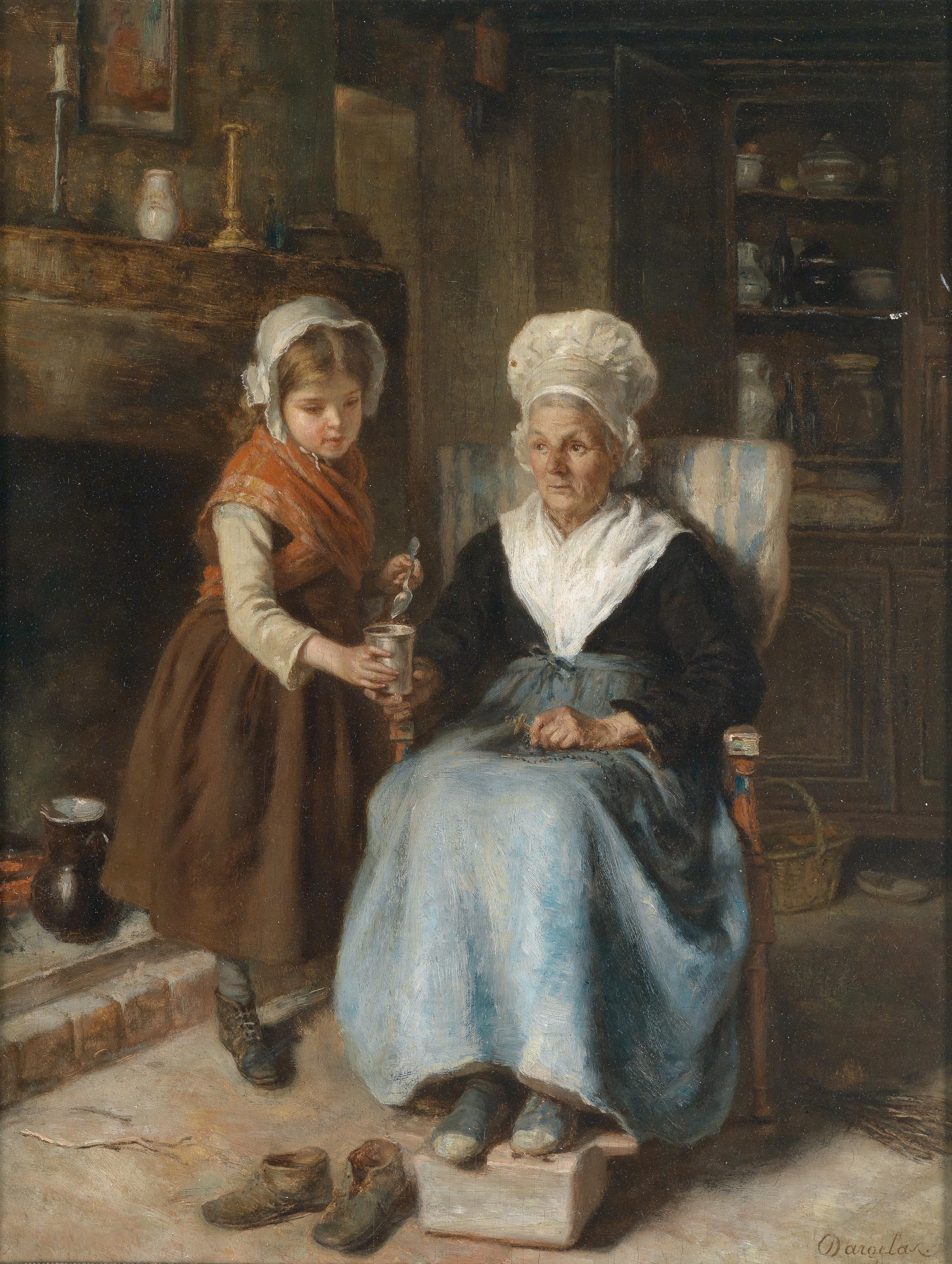
De grand-mère.
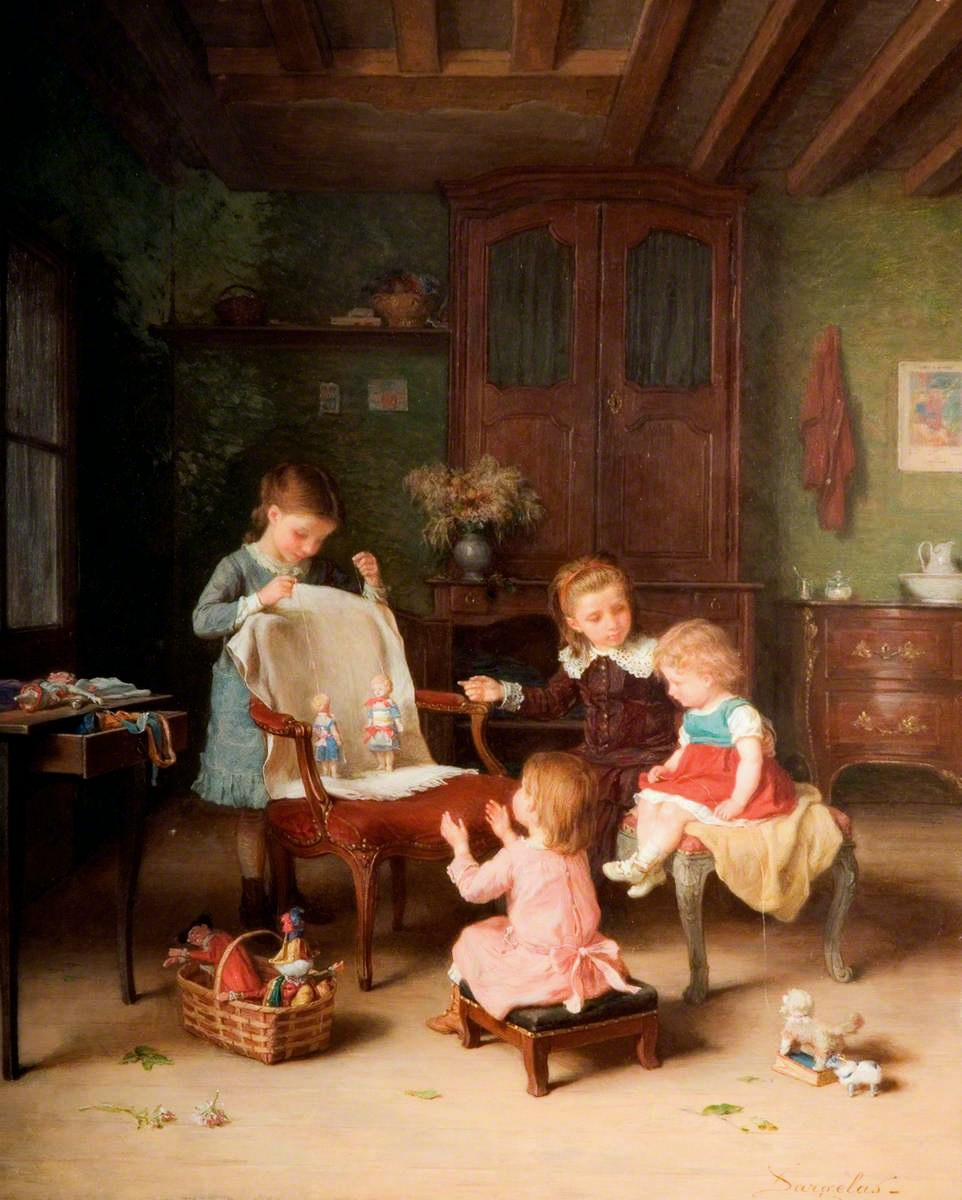
Famille heureuse.
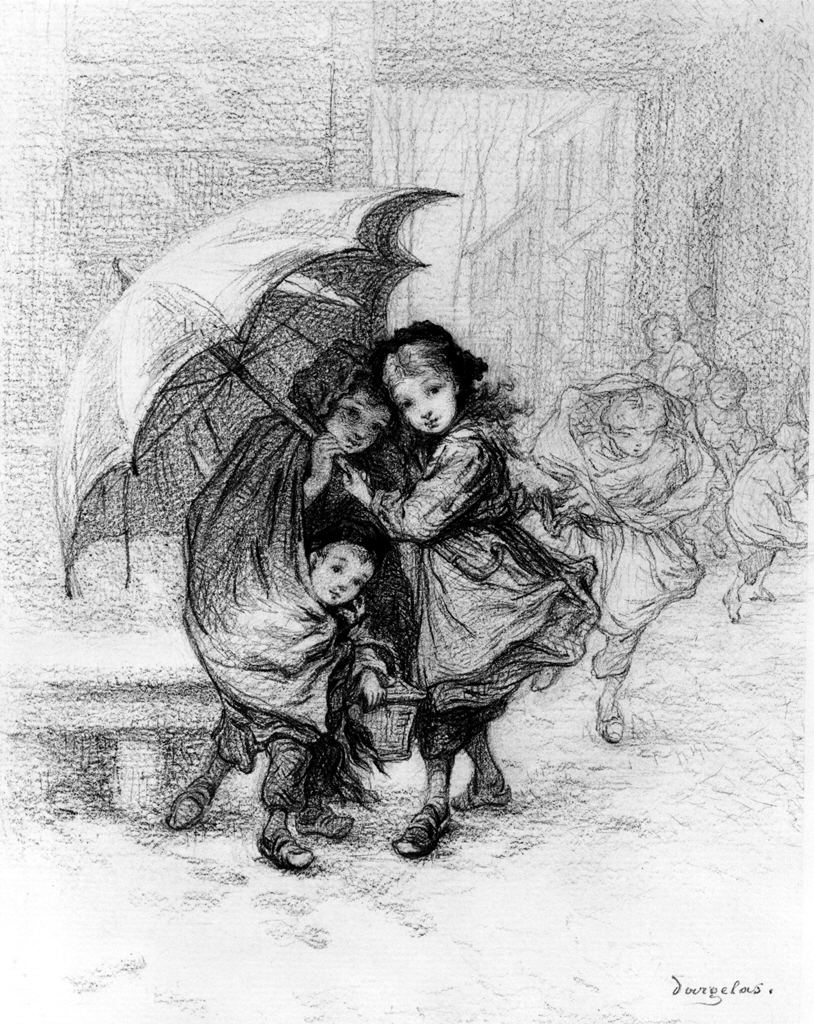
Écoliers dans la tempête.
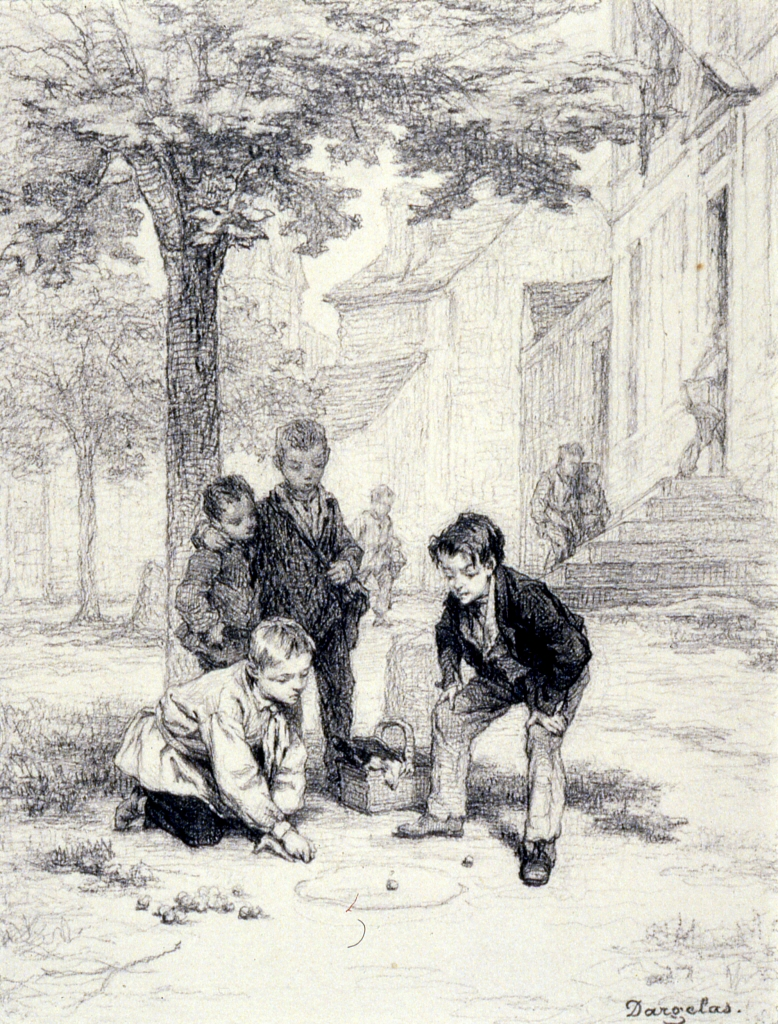
Les boules.
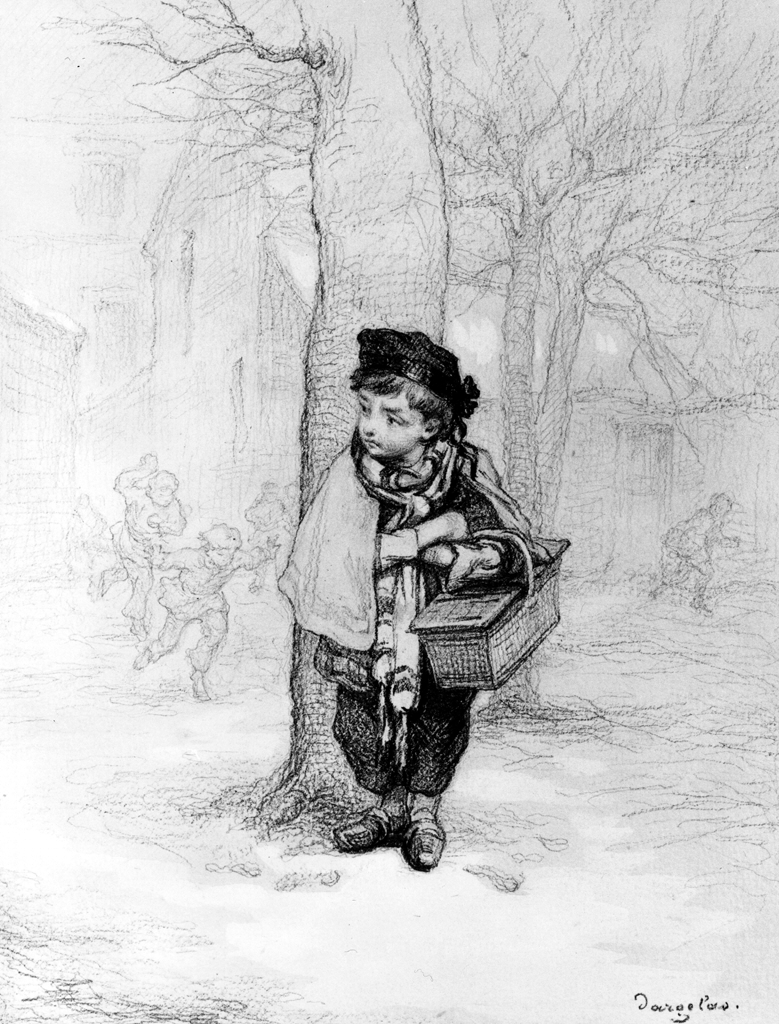
Ecolier.
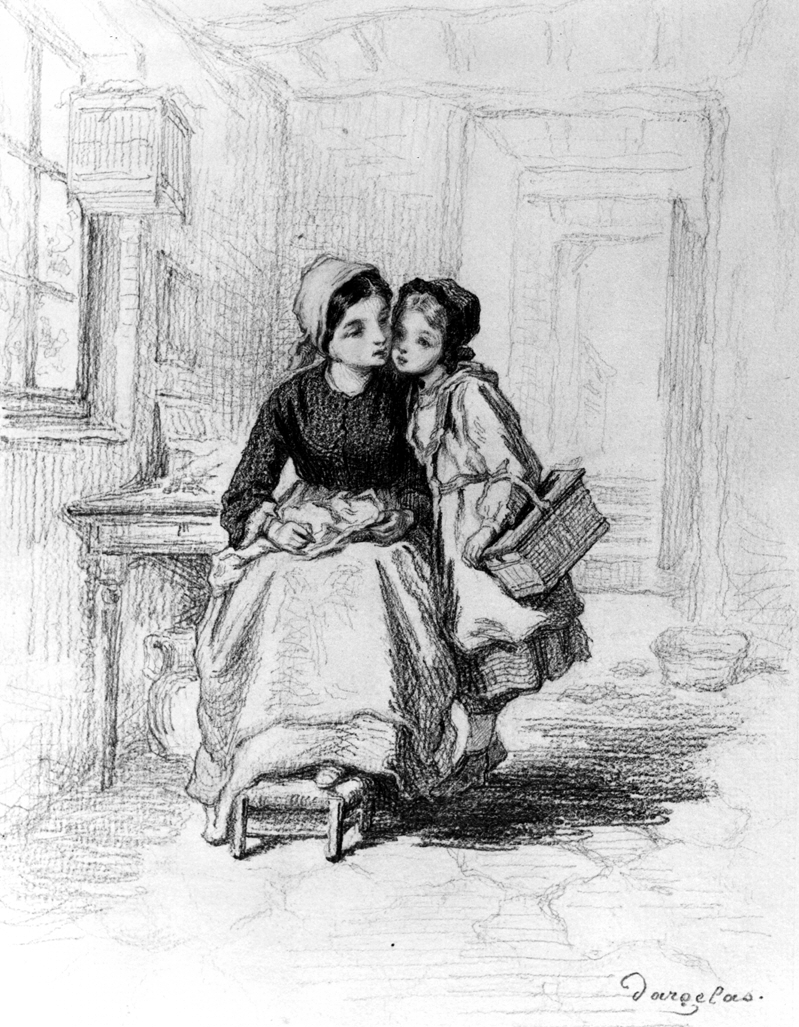
Mère et fille.
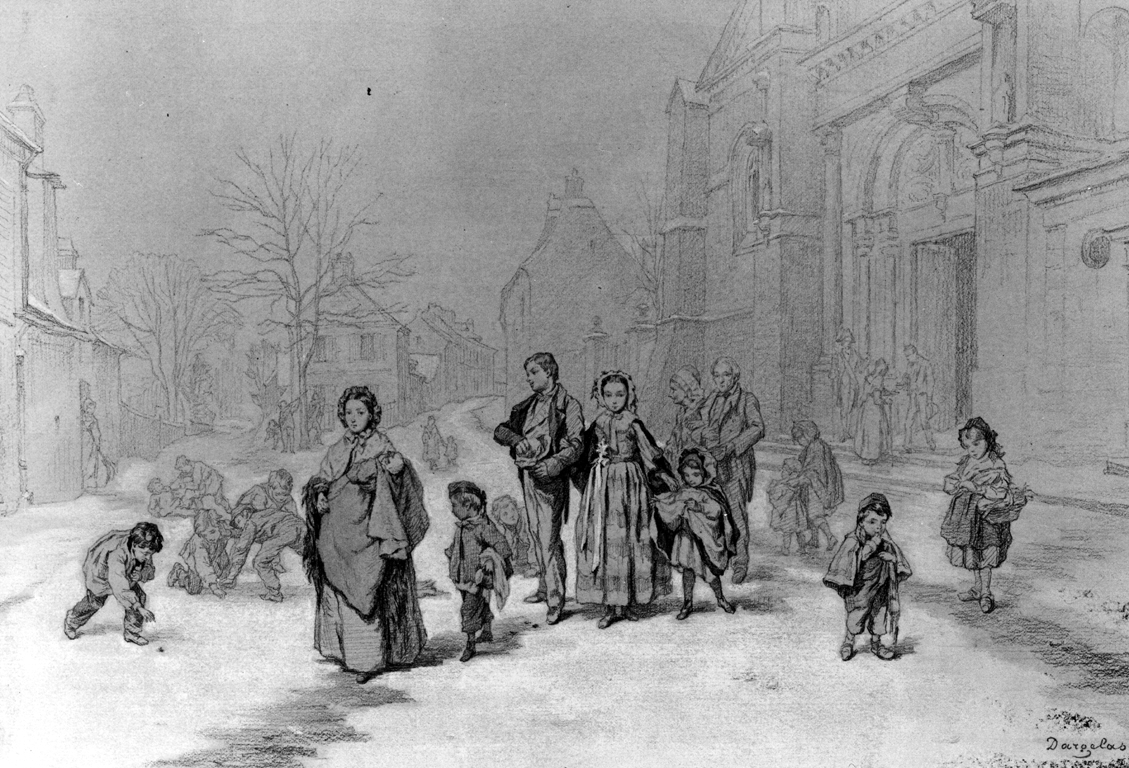
Sortir de la messe d'hiver.
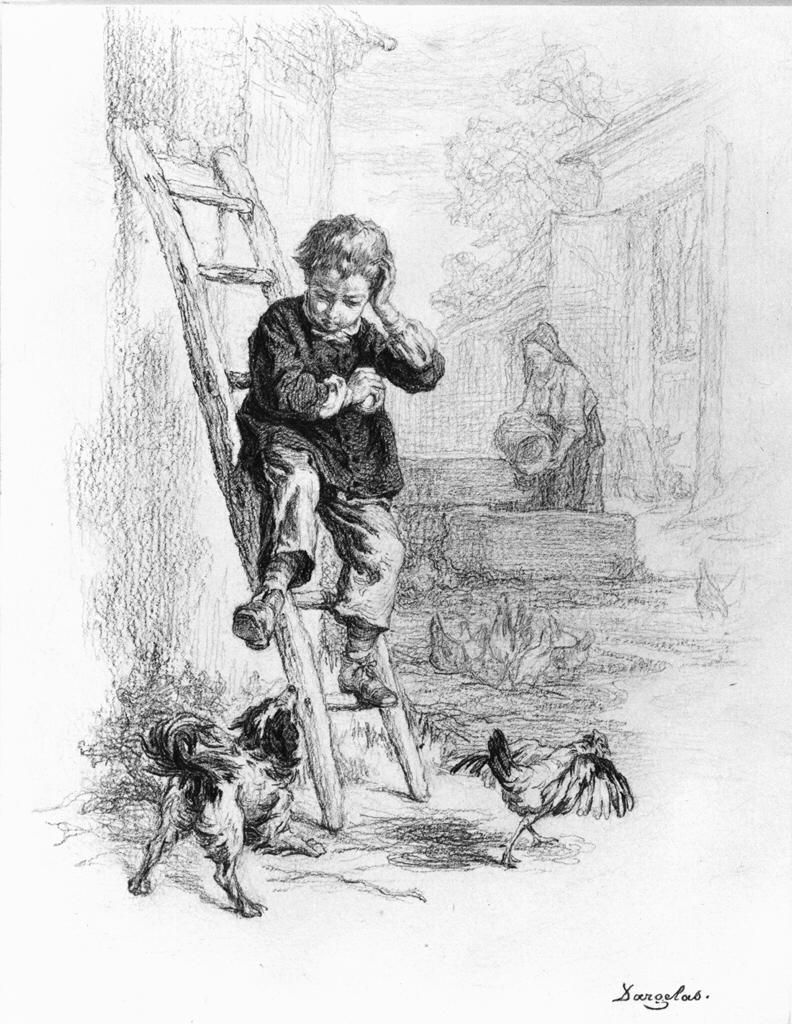
Enfant chassant un chien.